# Майли, Ханна
Ханна Майли (англ. Hannah Miley, род. 8 августа 1989, Суиндон, Уилтшир) — британская пловчиха, чемпионка мира, трёхкратная чемпионка Европы, призёр чемпионатов мира и Европы. Член сборной Великобритании по плаванию. Участница летних Олимпийских игр 2008, 2012 и 2016 годов.

## Биография
На чемпионате мира на короткой воде в Манчестере в 2008 году Ханна Майли завоевала две медали - серебро на дистанции 400 метров и бронзу на 200 метров комплексным плаванием, установивна первой дистанции новый рекорд Европы.
В 2008 году Майли попала в список национальной олимпийской сборной Великобритании по плаванию и приняла участие в летних Олимпийских играх 2008 года в Пекине. Майли выступала на дистанциях 200 (выход в полуфинал и 11-е место) и 400 (выход в финал и 6-е место) метров комплексным плаванием. Также выступала в эстафете 4 по 200 метров вольным стилем, где команда из Великобритании стала 9-й и не отобралась в финал.
В 2009 году Ханна приняла участие в чемпионате мира, который проходил в Риме и стала призёром в эстафете 4 по 200 метров вольным стилем.
Свой первый международный титул Майли выиграла на чемпионате Европы на короткой воде в 2009 году в Стамбуле на дистанции 400 метров, став чемпионкой Европы. Она также завоевала бронзовую медаль на дистанции 200 метров комплексным плаванием. На Играх Содружества 2010 года первенствовала на дистанции 400 метров комплексом.
На Олимпийских играх в Лондоне в 2012 году Майли вновь приняла участие в олимпийских заплывах на дистанции 200 метров, выход в финал и 7-й результат, а также 400 метров комплексным плаванием, выход в финал и 5-е место.
На чемпионате Европы на короткой воде в Шартре, в ноябре 2012 года, британская пловчиха завоевала титул чемпионки Европы на дистанции 400 метров комплексным плаванием и установив новый рекорд Европы 4:23,47. Через три недели она стала чемпионкой мира в Стамбуле, снова установив рекорд Европы 4:23,14.
На Играх Содружества 2014 в Глазго она выиграла золотую медаль в комплексном плавание на дистанции 400 метров и бронзовую медаль в комплексном плавание на 200 метрах.
На чемпионатах Европы по водным видам спорта 2016 и 2018 годов завоёвывала медали на дистанциях 200 и 400 метров комплексным плаванием.
На летних Олимпийских Играх 2016 года, Майли приняла участие в своей третьей Олимпиаде. Она выступила в заплывах на дистанции 200 метров комплексным плаванием, где заняла итоговое 12-е место, и на дистанции вдвое больше, где заняла 4-е место и 0,24 секунды уступив бронзовому призёру Игр. Также принимала участие в эстафетном заплыве на дистанции 4 по 200 метров вольным стилем, где команда из Великобритании не смогла отобраться в финал.